# Arroyo Solís Grande
Arroyo Solís lub Arroyo Solís Grande – rzeka w Urugwaju w Ameryce Południowej.
Ma swoje źródła w pobliżu Puma, w departamencie Lavalleja, skąd płynie na południe, mijając miejscowość Solís de Mataojo. Dalej płynie wzdłuż granicy departamentów Canelones i Maldonado. Uchodzi do estuarium La Platy pomiędzy miejscowościami Jaureguiberry i Solís.